# Farmaco immunoconiugato

Struttura schematica di un farmaco immunoconiugato

Un farmaco immunoconiugato o coniugato anticorpo-farmaco si realizza associando un'immunoglobulina a una molecola (in genere una tossina) dotata di proprietà farmacologiche. Sono stati sviluppati diversi prodotti di questo tipo per il trattamento di alcuni tipi di neoplasia che non rispondono ad altre terapie.
In particolare, quasi tutti i farmaci immunoconiugati combinano l'anticorpo monoclonale con un agente citotossico. Il primo farmaco immunoconiugato brevettato è stato il gentuzumab ozogamicin, approvato nel 2000 per il trattamento della forma di leucemia mieloblastica acuta con CD-33 espresso dalle cellule tumorali; peraltro, questo medicinale fu ritirato dal commercio nel 2010, poiché al rischio di effetti collaterali gravi associava bassi livelli di efficacia terapeutica.
Si sta studiando il possibile impiego dei farmaci immunoconiugati in campi diversi dall'oncologia.

## Esempi
Alcuni esempi di farmaci immunoconiugati sono il camidanlumab tesirina, il polatuzumab vedotina, il trastuzumab emtansina, il trastuzumab deruxtecan (approvato dall'EMA per il tumore della mammella HER2/neu-positivo non resecabile e/o metastatico) e il sacituzumab govitecan (approvato dall'EMA per il tumore alla mammella triplo-negativo non resecabile e/o metastatico).